# Янгаси
Янга́си (рос. Янгасы, чув. Янкас) — присілок у складі Красноармійського району Чувашії, Росія. Входить до складу Красноармійського сільського поселення.
Населення — 261 особа (2010; 288 у 2002).
Національний склад:
- чуваші — 97 %